# Municipio de Hart (Dakota del Sur)
El municipio de Hart (en inglés: Hart Township) es un municipio ubicado en el condado de Roberts en el estado estadounidense de Dakota del Sur. En el año 2010 tenía una población de 97 habitantes y una densidad poblacional de 1,03 personas por km².

## Geografía
El municipio de Hart se encuentra ubicado en las coordenadas 45°46′59″N 96°55′38″O / 45.78306, -96.92722. Según la Oficina del Censo de los Estados Unidos, el municipio tiene una superficie total de 93.94 km², de la cual 92,93 km² corresponden a tierra firme y (1,07 %) 1,01 km² es agua.

## Demografía
Según el censo de 2010, había 97 personas residiendo en el municipio de Hart. La densidad de población era de 1,03 hab./km². De los 97 habitantes, el municipio de Hart estaba compuesto por el 89,69 % blancos, el 3,09 % eran amerindios, el 2,06 % eran de otras razas y el 5,15 % eran de una mezcla de razas. Del total de la población el 0 % eran hispanos o latinos de cualquier raza.